# Undead Bowling
Undead Bowling (Zomgeri Bowling) est un jeu vidéo de sport développé et édité par G-STYLE, sorti en 2013 sur Nintendo 3DS.

## Système de jeu
Sur une piste de bowling, le joueur doit se défaire de hordes de zombies qui progressent vers lui à l'aide de sa boule.

## Accueil
- Nintendo Life : 6/10[1]
- Pocket Gamer : 3/5[2]